# Czeslaw Kozon
Czeslaw Kozon (Idestrup, 17 november 1951) is een Deens geestelijke en een bisschop van de Katholieke Kerk.
Zijn ouders waren Polen die gevlucht waren voor het communisme. Hij studeerde tussen 1971 en 1977 in Rome aan de Pauselijke Universiteit Gregoriana en aan de Pauselijke Lateraanse Universiteit. Hij werd in 1979 priester gewijd in de Kathedraal van Sint Ansgar in Kopenhagen door bisschop Hans Ludvig Martensen. Hij werkte vervolgens als pastoor in de Sankt Mariæ Kerk in Aalborg. In 1984 werd hij pastoor van de Sint Andreas Kerk in Ordrup. Vanaf 1989 was hij daarnaast verantwoordelijk voor de naburige parochie van Sint Therese in Hellerup.
In 1994 werd hij vicaris-generaal en één jaar later werd hij residerend bisschop van Kopenhagen en metropoliet van de Deense kerkprovincie.
- Gemeinsame Normdatei: 1018141014
- International Standard Name Identifier: 0000 0001 1267 0595
- Library of Congress Control Number: nb2014016648
- Virtual International Authority File: 164267958
- WorldCat: E39PBJqqxW6dHFjBqFjr7dMtrq